# Nikola Gažević
Nikola Gažević, črnogorski general, * 18. december 1918, † 15. julij 2012.

## Življenjepis
Pred vojno je bil študent prava in že leta 1937 je vstopil v KPJ. Sodeloval je pri organiziranju NOVJ in bil politični komisar več enot.
Po vojni je končal VVA JLA in operativni tečaj na Vojni šoli. Med drugim je bil glavni urednik Vojne enciklopedije.